# Liste der Monuments historiques in Conflans-Sainte-Honorine
Die Liste der Monuments historiques in Conflans-Sainte-Honorine führt die Monuments historiques in der französischen Gemeinde Conflans-Sainte-Honorine auf.

## Liste der Bauwerke
| Bezeichnung        | Beschreibung                    | Standort              | Kennzeichnung | Schutzstatus | Datum | Bild           |
| ------------------ | ------------------------------- | --------------------- | ------------- | ------------ | ----- | -------------- |
| Château du Prieuré | Schloss                         | (Lage)                | PA00087412    | Inscrit      | 1950  | weitere Bilder |
| Kirche St-Maclou   | Erbaut im 12. Jahrhundert       | (Lage)                | PA00087411    | Classé       | 1993  | weitere Bilder |
| Tour Montjoie      | Turm, erbaut im 11. Jahrhundert | Rue de la Tour (Lage) | PA00087410    | Classé       | 1997  | weitere Bilder |

## Liste der Objekte

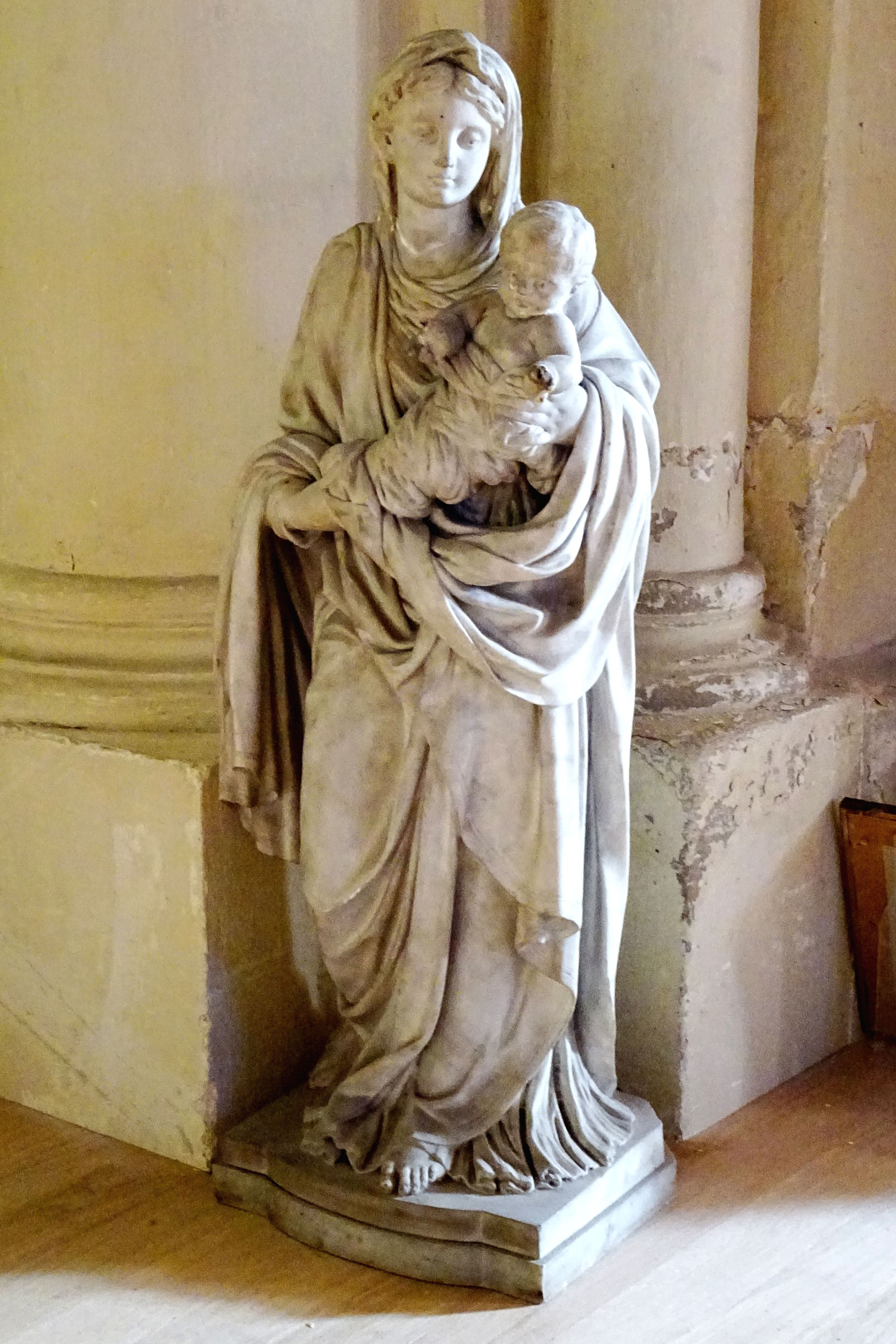
Skulptur Madonna mit Kind in der Kirche St-Maclou

- Monuments historiques (Objekte) in Conflans-Sainte-Honorine in der Base Palissy des französischen Kultusministeriums